# Vodilo CAN
Območno omrežje krmilnika - vodilo CAN je protokol, ki temelji na sporočilih in je zasnovan tako, da omogoča elektronskim krmilnim enotam, ki jih najdemo v današnjih avtomobilih in drugih napravah, da med seboj komunicirajo na zanesljiv, prednostno usmerjen način.

## Zgodovina
Vodilo CAN je začelo razvijati podjetje Robert Bosch Gmbh leta 1983,  protokol pa so uradno objavili leta 1986 na konferenci Društva avtomobilskih inženirjev v Detroitu v Michiganu. Leta 1987 je čipe vodila CAN je najprej predstavilo podjetje Intel, kmalu zatem pa še Philips. Prvo serijsko vozilo s sistemom multipleksiranega ožičenja na osnovi CAN je bilo Mercedes-Benz W140. 
Leta 1993 je Mednarodna organizacija za standardizacijo (ISO) objavila standard CAN ISO 11898, ki je bil kasneje preoblikovan v dva dela; ISO 11898-1, ki zajema plast podatkovne povezave in ISO 11898-3, ki je bil objavljen kasneje in zajema fizični sloj CAN za nizkohitrostni CAN,  odporen na napake.
Bosch je do leta 2012 bil še vedno aktiven pri razširjanju standardov CAN. Izdal je CAN FD 1.0. in CAN s prilagodljivo hitrostjo prenosa podatkov. CAN FD je oblikovan tako, da je združljiv z obstoječimi omrežji CAN 2.0.
CAN vodilo je eden od petih protokolov, ki se uporabljajo v diagnostiki vozil OBD-II. OBD-II so vrajena diagnostična vrata in se nahajajo v vseh avtomobilih izdelanih od leta 1989 naprej. Običajno se nahaja v razdalji 0,61 metra od volana in je vmesnik, ki avtomobilskim servisom in lastnikom vozil omogoča, da diagnosticirajo težave na vozilu s priključitvijo optičnega bralnika. Standard OBD-II je prav tako obvezen za vse avtomobile in lahka tovorna vozila, ki se prodajajo v ZDA od leta 1996. Standard EOBD je obvezen za vsa bencinska vozila, ki se prodajajo v Evropski uniji od leta 2001, za vsa dizelska vozila pa od leta 2004. 

## Aplikacije
- Osebna vozila, tovornjaki, avtobusi (bencinska in električna vozila)
- Kmetijska oprema
- Elektronska oprema za letalstvo in navigacijo
- Industrijska avtomatizacija in mehansko krmiljenje
- Dvigala, tekoče stopnice
- Avtomatizacija stavb
- Medicinski instrumenti in oprema
- Železnice
- Ladje in druge pomorske aplikacije
- Sistemi za nadzor razsvetljave

### Avtomobilizem
Sodobni avtomobil ima lahko tudi do 70 elektronskih krmilnih enot za različne podsisteme. Običajno je največji procesor krmilna enota motorja. Drugi krmilniki se uporabljajo še za menjalnik, zračne blazine, protiblokirno zaviranje, tempomat, električni servo volan, avdio sistemi, električni pomik stekel, nastavitev ogledal, baterije in polnilni sistem pri hibridnih vodilih itd. Nekateri tvorijo neodvisne podsisteme, vendar kljub temu so komunikacije med drugimi nujne. Posamezni podsistem mora krmiliti pogone oziroma prejemati povratne informacije s strani senzorjev, komunikacijo med tema dvema enotama pa izpolnjuje vodilo CAN. Ključna prednost tega vodila je ta, da lahko medsebojna povezava med različnimi sistemi vodil omogoča uporabo široke palete varnostnih, ekonomičnih in udobnih funkcij samo s programsko opremo. Postopek bi bil precej bolj zapleten, če bi bilo takšne funkcije potrebno delati s "trdim ožičenjem" kot so to počeli pri tradicionalni avtomobilski industriji.